# Résolution 760 du Conseil de sécurité des Nations unies
Membres permanents
- Chine
- États-Unis
- France
- Royaume-Uni
- Russie

Membres non permanents
- Autriche
- Belgique
- Cap-Vert
- Équateur
- Hongrie
- Inde
- Japon
- Maroc
- Venezuela
- Zimbabwe

Résolution no 759 Résolution no 761
La résolution 760 du Conseil de sécurité des Nations unies, a été adoptée à l'unanimité le 18 juin 1992. Après avoir réaffirmé les résolutions 752 (1992), 757 (1992) et 758 (1992) qui attiraient l'attention sur la nécessité d'une aide humanitaire dans l'ex-Yougoslavie, le Conseil de sécurité, agissant en vertu du chapitre VII de la Charte des Nations unies exemptait les biens humanitaires tels que la nourriture et l'aide médicale des interdictions de la résolution 757. 

## Voir également
- Dislocation de la Yougoslavie
- Guerre de Bosnie-Herzégovine
- Guerre de Croatie
- Guerre de Slovénie
- Guerres de Yougoslavie